# Дарган

Города Хорезма перед монгольским нашествием

Дарган (также: Дарган-кала; туркм. Dargan) — средневековый город (крепость) Туркменистана, остатки которого расположены на расстоянии 4.5 км от современного города Дарганата Лебапского велаята. На территории Даргана находится мавзолей XIV в.,  именуемый местными жителями гробницей Абу-Муслима. Согласно сохранившейся надписи на двери мавзолея, он был построен в 1371-1372 гг. (в 773 г. по мусульманскому летоисчислению).

## История
Согласно археологическим данным, самая ранняя постройка г. Дарган относится к VI в., а расцвет приходился на XI—XIII вв. Город впервые упоминается в арабоязычных хрониках, датируемых X веком. Начиная как минимум с X в. и во время существования Государства Хорезмшахов-ануштегинидов, Дарган был вторым во величине городом Хорезма после его столицы г. Гургандж, в нем также была соборная мечеть.. В этот же период, считался самым южным городом Хорезма.
В средние века, общая площадь города составляла не менее 50 га. Во время монголо-татарского завоевания Средней Азии, город был разрушен, затем возродился, но затем опять пострадал во время военных походов Тамерлана.
На основе проведенного анализа фортификационной системы городища и отдельных строительных приемов, было определено, что Дарган является хорезмийским городом.